# 阿卜杜勒-哈米德·卜拉希米
阿卜杜勒-哈米德·卜拉希米（阿拉伯语：‎；1936年4月2日—2021年8月15日）是阿爾及利亞首任计划部部長，並且在沙德利·本·傑迪德擔任總統時期擔任阿爾及利亞總理一職。他出生於阿爾及利亞君士坦丁，曾經在1984年1月22日至1988年11月5日其間擔任議員，並且撰寫了幾本有關在阿爾及利亞暴力事件的書籍。